# Мирославешти (Прахова)
Мирославешти (рум. Miroslăvești) насеље је у Румунији у округу Прахова у општини Пукениј Мари. Oпштина се налази на надморској висини од 102 m.

## Становништво
Према подацима из 2002. године у насељу је живело 1963 становника, од којих су сви румунске националности.